# Town Called Malice
«Town Called Malice» es un sencillo grabado por el grupo británico The Jam incluido dentro del álbum The Gift. La canción llegó al número 1 de la lista de éxitos en Reino Unido (UK singles chart).
El sencillo fue doble cara A que incluía junto a "Town Called Malice" la canción "Precious". La canción tiene una introducción, ritmo y una línea de bajo muy similar a la canción "You Can't Hurry Love" de The Supremes. En la edición de 12" se podía encontrar también una versión en directo y una versión más larga de "Precious".
Fue lanzada como primer sencillo del álbum The Gift el 29 de enero de 1982, y alcanzó el número 1 del UK Singles Chart donde permaneció durante 3 semanas, impidiendo que la canción "Golden Brown" de The Stranglers lo logarara. EMI, la compañía discográfica de The Stranglers, alegó que los seguidores de The Jam estaban comprando el sencillo en los dos formatos y que eso impedía que The Stranglers llegaran al número 1 de la lista de éxitos.
La canción fue el tercer sencillo número 1 en el Reino Unido de la banda. Fue el único ingreso de la banda a la lista de éxitos en los Estados Unidos.
Paul Weller afirmó que la canción se basaba en experiencias de su época adolescente y que la había escrito en su casa de Woking.
La canción se incluyó en la película Billy Elliot. y fue incluida en la banda sonora del videojuego FIFA Football 2004.
Algunos críticos musicales señalan que esta canción inspiró el tema Tócala, Uli que el grupo madrileño Gabinete Caligari dedicó al fallecido saxofonista Ulises Montero.[cita requerida] Dicha canción se encuentra en el álbum Camino Soria.